# Natação nos Jogos Pan-Americanos de 2023
As competições de natação nos Jogos Pan-Americanos de 2023 em Santiago, Chile, foram realizadas entre 21 a 29 de outubro de 2023 no Centro Aquático, para as provas de piscina, e na Lagoa Los Morros, em San Bernardo, para as provas de águas abertas.

## Qualificação
O evento contou com uma cota de até 378 nadadores, além de 28 classificados automáticos dos Jogos Pan-Americanos Júnior de 2021, em Cáli, onde os vencedores dos eventos individuais se classificaram diretamente para o Pan de Santiago e não contaram para o número de inscrições de um determinado Comitê Olímpico Nacional.
O sistema de qualificação funciona de forma semelhante aos Jogos Olímpicos ou Campeonatos Mundiais: cada CON pode inscrever dois nadadores por evento se ambos passarem pelo PQT ("padrão A") ou se um nadador se passar pelo PST ("padrão B"). Há também seleções de universalidade aos CONs que não tenham nenhum nadador que atinja as marcas padrão, podendo inscrever até um atleta masculino e um feminino.

## Medalhistas
Masculino
| Evento                        | Ouro | Prata | Bronze |
| ----------------------------- | --- | --- | --- |
| 50 metros livre detalhes      | David Curtiss USA Estados Unidos | Jonny Kulow USA Estados Unidos | Lamar Taylor BAH Bahamas |
| 100 metros livre detalhes     | Guilherme Caribé BRA Brasil | Brooks Curry USA Estados Unidos Jonny Kulow USA Estados Unidos                                                                                     | nenhum |
| 200 metros livre detalhes     | Coby Carrozza USA Estados Unidos | Jorge Iga MEX México | Murilo Sartori BRA Brasil |
| 400 metros livre detalhes     | Guilherme Costa BRA Brasil | Alfonso Mestre VEN Venezuela | James Plage USA Estados Unidos |
| 800 metros livre detalhes     | Guilherme Costa BRA Brasil | Alfonso Mestre VEN Venezuela | Will Gallant USA Estados Unidos |
| 1500 metros livre detalhes    | Guilherme Costa BRA Brasil | Will Gallant USA Estados Unidos | Alfonso Mestre VEN Venezuela |
| 100 metros costas detalhes    | Adam Chaney USA Estados Unidos | Ulises Saravia ARG Argentina | Blake Tierney CAN Canadá |
| 200 metros costas detalhes    | Jack Aikins USA Estados Unidos | Ian Grum USA Estados Unidos | Hugh McNeill CAN Canadá |
| 100 metros peito detalhes     | Jacob Foster USA Estados Unidos | Noah Nichols USA Estados Unidos | Miguel de Lara MEX México |
| 200 metros peito detalhes     | Jacob Foster USA Estados Unidos | Brayden Taivassalo CAN Canadá | Andrés Puente MEX México |
| 100 metros borboleta detalhes | Lukas Miller USA Estados Unidos | Vinicius Lanza BRA Brasil | Arsenio Bustos USA Estados Unidos |
| 200 metros borboleta detalhes | Mason Laur USA Estados Unidos | Leonardo de Deus BRA Brasil | Jack Dahlgren USA Estados Unidos |
| 200 metros medley detalhes    | Finlay Knox CAN Canadá | Arsenio Bustos USA Estados Unidos | Leonardo Coelho Santos BRA Brasil |
| 400 metros medley detalhes    | Jay Litherland USA Estados Unidos | Collyn Gagne CAN Canadá | Brandonn Almeida BRA Brasil |
| 4×100 metros livre detalhes   | Guilherme Caribé Marcelo Chierighini Victor Alcará Felipe Ribeiro de Souza Breno Correia* BRA Brasil                                          | Jonny Kulow Adam Chaney Jack Aikins Brooks Curry Coby Carrozza* Lukas Miller* USA Estados Unidos                                                   | Javier Acevedo Édouard Fullum-Huot Stephen Calkins Finlay Knox Blake Tierney* Jeremy Bagshaw* CAN Canadá                                    |
| 4×200 metros livre detalhes   | Murilo Sartori Breno Correia Fernando Scheffer Guilherme Costa Luiz Altamir Melo* Leonardo Coelho Santos* Felipe Ribeiro de Souza* BRA Brasil | Zane Grothe Coby Carrozza Brooks Curry Jack Dahlgren James Plage* Mason Laur* Lukas Miller* Christopher O'Connor* USA Estados Unidos               | Jeremy Bagshaw Finlay Knox Alex Axon Javier Acevedo Yu Tong Wu* Blake Tierney* Raben Dommann* CAN Canadá                                    |
| 4×100 metros medley detalhes  | Jack Aikins Jacob Foster Lukas Miller Jonny Kulow Christopher O'Connor* Noah Nichols* Jack Dahlgren* Coby Carrozza* USA Estados Unidos        | Guilherme Basseto João Gomes Júnior Vinicius Lanza Guilherme Caribé Gabriel Fantoni* Raphael Windmuller* Victor Baganha* Victor Alcará* BRA Brasil | Blake Tierney Gabe Mastromatteo Finlay Knox Javier Acevedo Raben Dommann* Brayden Taivassalo* Keir Ogilvie* Édouard Fullum-Huot* CAN Canadá |
| Maratona 10 km detalhes       | Brennan Gravley USA Estados Unidos | Franco Cassini ARG Argentina | Paulo Strehlke MEX México |

* Nadadores que só participaram das eliminatórias da prova, mas que também recebem medalhas.
Feminino
| Evento                        | Ouro | Prata | Bronze |
| ----------------------------- | --- | --- | --- |
| 50 metros livre detalhes      | Maggie Mac Neil CAN Canadá Gabi Albiero USA Estados Unidos                                                                                     | nenhum | Catie DeLoof USA Estados Unidos |
| 100 metros livre detalhes     | Maggie Mac Neil CAN Canadá | Stephanie Balduccini BRA Brasil | Catie DeLoof USA Estados Unidos |
| 200 metros livre detalhes     | Mary-Sophie Harvey CAN Canadá | Maria Fernanda Costa BRA Brasil | Camille Spink USA Estados Unidos |
| 400 metros livre detalhes     | Paige Madden USA Estados Unidos | Maria Fernanda Costa BRA Brasil | Gabrielle Roncatto BRA Brasil |
| 800 metros livre detalhes     | Paige Madden USA Estados Unidos | Rachel Stege USA Estados Unidos | Viviane Jungblut BRA Brasil |
| 1500 metros livre detalhes    | Rachel Stege USA Estados Unidos | Kristel Köbrich CHI Chile | Viviane Jungblut BRA Brasil |
| 100 metros costas detalhes    | Josephine Fuller USA Estados Unidos | Helen Noble USA Estados Unidos | Danielle Hanus CAN Canadá |
| 200 metros costas detalhes    | Kennedy Noble USA Estados Unidos | Reilly Tiltmann USA Estados Unidos | Alexia Assunção BRA Brasil |
| 100 metros peito detalhes     | Rachel Nicol CAN Canadá | Sophie Angus CAN Canadá | Macarena Ceballos ARG Argentina |
| 200 metros peito detalhes     | Sydney Pickrem CAN Canadá | Kelsey Wog CAN Canadá | Gabrielle Assis BRA Brasil |
| 100 metros borboleta detalhes | Maggie Mac Neil CAN Canadá | Kelly Pash USA Estados Unidos | Olivia Bray USA Estados Unidos |
| 200 metros borboleta detalhes | Dakota Luther USA Estados Unidos | María José Mata MEX México | Kelly Pash USA Estados Unidos |
| 200 metros medley detalhes    | Sydney Pickrem CAN Canadá | Mary-Sophie Harvey CAN Canadá | Kennedy Noble USA Estados Unidos |
| 400 metros medley detalhes    | Julie Brousseau CAN Canadá | Lucerne Bell USA Estados Unidos | Gabrielle Roncatto BRA Brasil |
| 4×100 metros livre detalhes   | Mary-Sophie Harvey Brooklyn Douthwright Maggie Mac Neil Katerine Savard Julie Brousseau* Emma O'Croinin* CAN Canadá                            | Gabi Albiero Catie DeLoof Kayla Wilson Amy Fulmer Camille Spink* Olivia Bray* Reilly Tiltmann* USA Estados Unidos                                                     | Ana Carolina Vieira Stephanie Balduccini Giovanna Diamante Celine Bispo Lorrane Ferreira* BRA Brasil                                              |
| 4×200 metros livre detalhes   | Camille Spink Kayla Wilson Kelly Pash Paige Madden Amy Fulmer* Rachel Stege* Olivia Bray* USA Estados Unidos                                   | Maria Fernanda Costa Nathalia Almeida Stephanie Balduccini Gabrielle Roncatto Maria Paula Heitmann* Giovanna Diamante* Celine Bispo* Maria Luíza Pessanha* BRA Brasil | Mary-Sophie Harvey Julie Brousseau Brooklyn Douthwright Katerine Savard Emma O'Croinin* Sydney Pickrem* CAN Canadá                                |
| 4×100 metros medley detalhes  | Danielle Hanus Rachel Nicol Maggie Mac Neil Mary-Sophie Harvey Madelyn Gatrall* Sophie Angus* Katerine Savard* Brooklyn Doutwright* CAN Canadá | Josephine Fuller Emma Weber Kelly Pash Catie DeLoof Reilly Tiltmann* Anna Keating* Olivia Bray* Gabi Albiero* USA Estados Unidos                                      | Miranda Grana Melissa Rodríguez María José Mata Sofia Revilak Andrea Sansores* María Fernanda Jiménez* Miriam Guevara* Athena Meneses* MEX México |
| Maratona 10 km detalhes       | Ashley Twichell USA Estados Unidos | Ana Marcela Cunha BRA Brasil | Viviane Jungblut BRA Brasil |

* Nadadoras que só participaram das eliminatórias da prova, mas que também recebem medalhas.
Misto
| Evento                       | Ouro | Prata | Bronze |
| ---------------------------- | --- | --- | --- |
| 4×100 metros livre detalhes  | Guilherme Caribé Marcelo Chierighini Ana Carolina Vieira Stephanie Balduccini Felipe Ribeiro de Souza* Victor Alcará* Lorrane Ferreira* Nathalia Almeida* BRA Brasil | Brooks Curry Jonny Kulow Catie DeLoof Amy Fulmer Jack Dahlgren* Gabi Albiero* Paige Madden* USA Estados Unidos                                        | Finlay Knox Javier Acevedo Maggie Mac Neil Mary-Sophie Harvey Stephen Calkins* Édouard Fullum-Huot* Brooklyn Doutwright* Katerine Savard* CAN Canadá            |
| 4×100 metros medley detalhes | Helen Noble Jacob Foster Kelly Pash Jonny Kulow Jack Aikins* Arsenio Bustos* Olivia Bray* Kayla Wilson* USA Estados Unidos                                           | Javier Acevedo Gabe Mastromatteo Maggie Mac Neil Mary-Sophie Harvey Blake Tierney* James Dergousoff* Katerine Savard* Brooklyn Doutwright* CAN Canadá | Guilherme Basseto João Gomes Júnior Clarissa Rodrigues Stephanie Balduccini Gabriel Fantoni* Jhennifer Conceição* Victor Baganha* Giovanna Diamante* BRA Brasil |

* Nadadores que só participaram das eliminatórias da prova, mas que também recebem medalhas.

## Quadro de medalhas

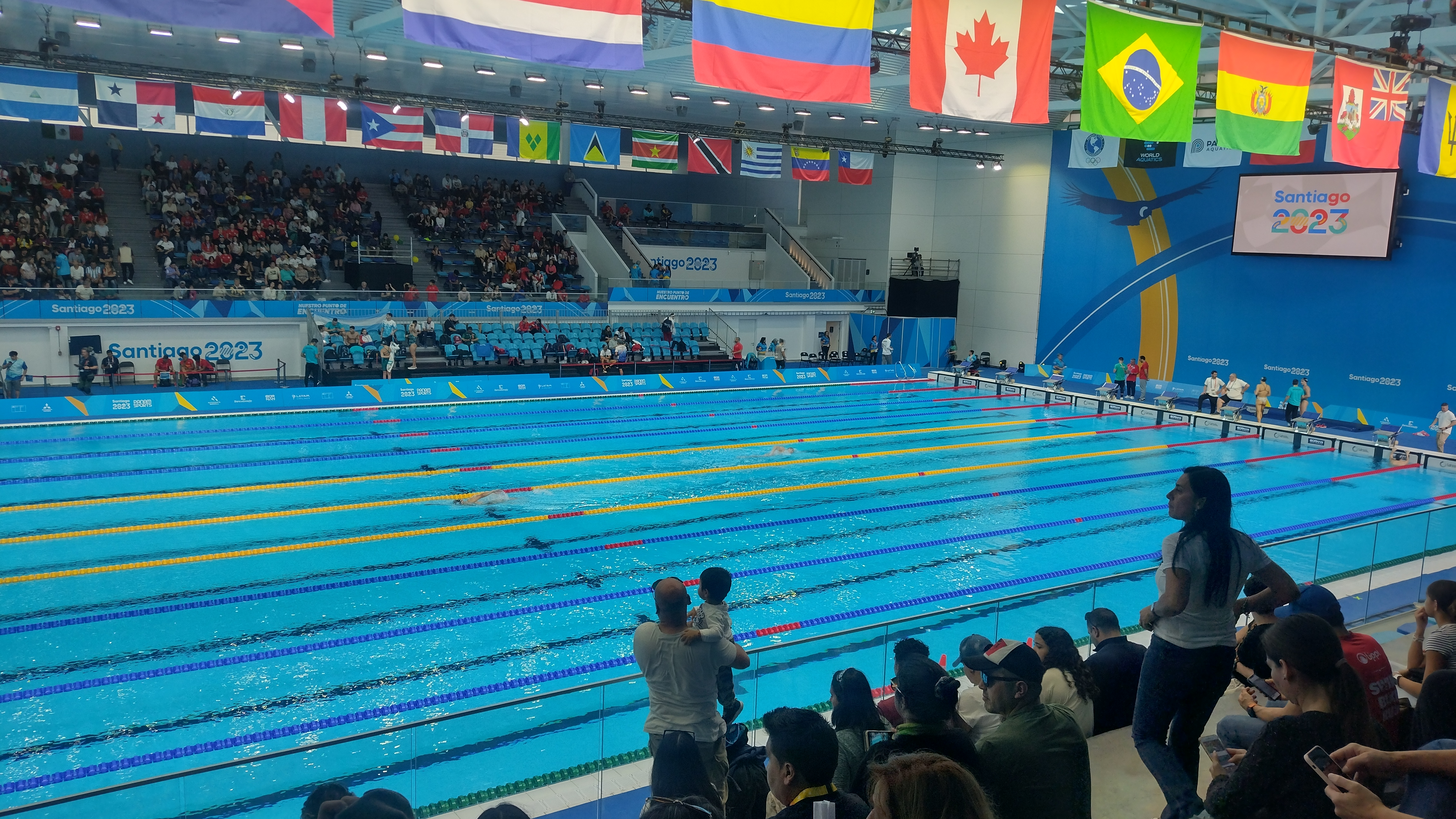
Centro Aquático durante as competições de natação

| Ordem | País               | Medalha de ouro | Medalha de prata | Medalha de bronze |     |
| ----- | ------------------ | --------------- | ---------------- | ----------------- | --- |
| 1     | USA Estados Unidos | 21              | 17               | 10                | 48  |
| 2     | CAN Canadá         | 11              | 6                | 8                 | 25  |
| 3     | BRA Brasil         | 7               | 8                | 12                | 27  |
| 4     | MEX México         |                 | 2                | 4                 | 6   |
| 5     | ARG Argentina      |                 | 2                | 1                 | 3   |
|       | VEN Venezuela      |                 | 2                | 1                 | 3   |
| 7     | CHI Chile          |                 | 1                |                   | 1   |
| 8     | BAH Bahamas        |                 |                  | 1                 | 1   |
| TOTAL | TOTAL              | 39              | 38               | 37                | 114 |